# Josef Sudek

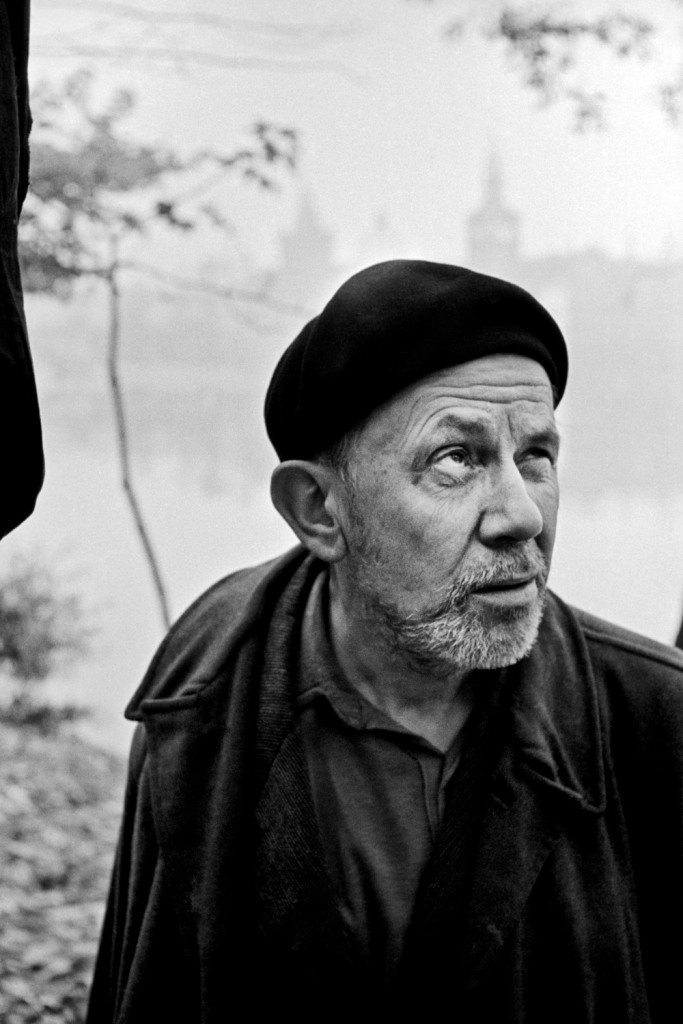
Josef Sudek

Josef SudeK (Kolín, 17 marzo 1896 – Praga, 15 settembre 1976) è stato un fotografo cecoslovacco.

## Biografia
Josef Sudek, soprannominato il “Poeta di Praga” fu arruolato, nel 1915, nell’esercito austro-ungarico, e assegnato al fronte italiano dove perse il braccio destro. Interessato alla fotografia già negli anni precedenti la Grande guerra Josef Sudek approfondisce le sue competenze durante una degenza di tre anni nell'ospedale militare.
Uscito dall’ospedale si stabilisce a Praga ospitato dall'istituto per gli invalidi di guerra dove resterà fino al 1928.  Nel 1920 diviene membro del Circolo dei fotografi dilettanti e nel 1922 si iscrive alla Scuola di Arti Grafiche di Praga studiando con il prof. Karel Novak e iniziando a fotografare professionalmente.
Soggetti di questo primo periodo sono i suoi ex compagni di degenza in ospedale. Nel 1924 fonda, con Karel Novák, la Società fotografica ceca e inizia il suo studio sulla ricostruzione di San Vito che prima interrompe a causa di una crisi personale e poi completa nel 1928 con la pubblicazione del suo primo libro. Dal 1926 al 1936 collabora con la casa editrice Druzstevni pràce sulle cui riviste Panorama e Zijeme pubblica i suoi scatti fotografici: ritratti, foto pubblicitarie e paesaggi.
La sua prima mostra si tiene a Praga nel 1933. Negli anni seguenti continua la sua attività fotografica ricevendo il premio città di Praga nel 1954, il titolo di artista meritevole dal governo cecoslovacco nel 1961 e l’Ordine del Lavoro nel 1966.
Dal 1926 la sua attenzione si rivolge particolarmente a Praga di cui evidenzia le architetture complesse, anche in fotografie panoramiche,  e che rappresenta quasi sempre priva di persone. Sudek stesso a tale proposito dichiara: "Non ci sono molte persone nelle mie fotografie, in particolare nei paesaggi. E c'è un motivo, capisci: mi ci vuole del tempo per preparare tutto. Qualche volta la gente c'è anche, ma prima che io sia pronto se ne sono andati. E allora cosa posso fare, non voglio certo costringerli a tornare".
Moltissime le fotografie dedicate agli oggetti quotidiani. La sua abitazione gli offre lo spunto per la ricerca fotografica che durerà tutta la vita, gli oggetti più comuni e semplici e la luce naturale sotto la quale Sudek scatta assumono nelle sue foto uno stile realistico romantico col quale egli si distingue.
Anna Farova, scrittrice e cultrice di fotografia dell'Europa Orientale amica e confidente di Sudek nel suo libro Josef Sudek, Poeta di Praga descrive il suo spirito bellicoso nel trattare con la burocrazia. Figura centrale tra gli artisti di Praga, Sudek ogni martedì metteva a disposizione il suo studio per i suoi "martedì musicali". Nel corso della sua vita ha pubblicato 16 libri.  Dopo la sua prima mostra personale nel 1933, l'opera di Sudek fu esposta accanto a quella di László Moholy-Nagy, Man Ray e Aleksandr Rodčenko all'esposizione internazionale di fotografia di Praga nel 1936. Agli inizi degli anni '50, Sudek acquistò una fotocamera Kodak Panorama del 1894, la cui lente a molla produce un negativo di 10 × 30 cm e ha utilizzato questo formato per realizzare una serie di paesaggi urbani di Praga, pubblicati nel 1959. La sua prima mostra nell'Europa occidentale fu nel 1974 al George Eastman Museum.  Espose inoltre al Musée National d'Art Moderne di Parigi. Morì all’età di 80 anni dopo aver curato la sua ultima mostra al Museo di Arti decorative a Praga.